# Лі (народ)
Лі (кит. спр. 黎族, піньїнь: Lí Zú; самоназва: Hlai, лай) — загальна назва тайськомовного тубільного населення острова Хайнань (КНР).

## Мова
Мова лі відноситься до тай-кадайських мов.

## Релігія
Більшість лі є прихильниками місцевих анімістичних культів та культу Предків. Незначна кількість прийняла християнство.

## Чисельність
За даними перепису 2000 року нараховується 1 247 814 осіб з народів лі. Центр розселення — гірський хребет Учжишань, де в 1952 було створено Хайнань-Лі-Мяоську автономну префектуру (скасовано 1988 року).

## Походження
Предки народів лі — народ лоюе. Лоюе раніше жили на материку, але ханці пізніше витіснили їх на Хайнань. Там лоюе розділилися на багато народів, під загальною китайською назвою — лі.